# جيمس س. نيلسون
جيمس س. نيلسون (بالإنجليزية: James C. Nelson)‏ هو قاضي ومحامي أمريكي، ولد في 20 فبراير 1944.